# Портомаджоре
Портомаджоре (італ. Portomaggiore) — муніципалітет в Італії, у регіоні Емілія-Романья,  провінція Феррара.
Портомаджоре розташоване на відстані близько 320 км на північ від Рима, 45 км на північний схід від Болоньї, 21 км на південний схід від Феррари.
Населення — 12 085 осіб (2014).
Покровитель — святий Карло Борромео.

## Демографія
Населення за роками:

Станом на 1 січня 2023 року в муніципалітеті офіційно проживали 2324 іноземці з 49 країн, серед них 217 громадян країн Євросоюзу та 177 громадян України.

## Уродженці
- Давід Сантон (*1991) — відомий італійський футболіст, захисник.

- Рубен Бур'яні (*1955) — відомий у минулому італійський футболіст, півзахисник.

## Сусідні муніципалітети
- Арджента
- Комаккьо
- Мазі-Торелло
- Остеллато
- Вог'єра